# سله‌لی
سله‌لی (ترکی آذربایجانی: Seləli) یک منطقهٔ مسکونی در جمهوری آرتساخ است که در استان کاشاتاق واقع شده‌است.